# Ginko (biljni rod)
Ginko (lat. Ginkgo), rod listopadnog crnogoričnog korisnog drveća čiji je jedini živi predstavnik Ginkgo biloba ili dvorežnjasti ginko. Ovaj rod čini samostalnu porodicu ginkovke (Ginkgoaceae), red ginkolike (Ginkgoales) i razred ginkovnice (Ginkgoopsida).

## Opis
Ovo drvo podrijetlom je iz Kine. Ginko postoji oko 250 milijuna godina i često se naziva živim fosilom. Odavno se sadi u vrtovima kineskih i japanskih hramova, a cijenjen je u mnogim dijelovima svijeta kao privlačno ukrasno drvo otporno na gljivice i insekte. Podnosi hladno vrijeme i može preživjeti nepovoljne atmosferske uvjete urbanih sredina. Njegovo svijetlo drvo je mekano i slabo i ima malu ekonomsku vrijednost. Listovi su lepezasti i kožasti. Srebrnasti orah, kada je pečen, smatra se delikatesom. Studije su pokazale da suplementi ginka mogu poboljšati funkciju pamćenja kod starijih osoba i odgoditi pojavu Alzheimerove bolesti.
Rodu Ginkgo pripada i više fosilnih vrsta:
1. †Ginkgo adiantoides (Ung.) Heer[2]
2. †Ginkgo apodes[2]
3. †Ginkgo coriacea[2]
4. †Ginkgo digitata[2]
5. †Ginkgo dissecta[2]
6. †Ginkgo gardneri[2]
7. †Ginkgo huttoni[2]
8. †Ginkgo patagonica Berry 1935[3]
9. †Ginkgo pluripartita Heer 1876[3]
10. †Ginkgo sibirica[2]
11. †Ginkgo wyomingensis Manum 1966[3]
12. †Ginkgo yimaensis[2]

## Vanjske poveznice
|  | Zajednički poslužitelj ima još gradiva o temi Ginkgo |
|  | Wikivrste imaju podatke o taksonu Ginkgo             |